# 마이클 키핑
알렉산더 에드윈 마이클 키핑(영어: Alexander Edwin Michael Keeping; 1902년 8월 22일, 밀퍼드온시 ~ 1984년 3월 28일, 밀퍼드온시)은 잉글랜드의 전 축구 선수이자 감독이다. 그는 1948년 1월부터 1950년 10월까지 레알 마드리드 감독직을 역임했다. 그의 부친은 올림픽 입상 실적이 있는 사이클 선수 프레드릭 키핑이었다.

## 선수 경력

### 사우샘프턴
키핑은 밀퍼드온시 출신으로, 고향 밀퍼드온시 소속으로 서던 풋볼 리그에서 활약하다가 사우샘프턴으로 1919년 여름에 £25의 헐값에 이적했다. 불과 16세였던 그는 아마추어 선수로 등록되었지만 매주 10실링(50p)을 교통 실비로 받았다.
그는 1920년 12월에 프로 계약을 맺고 1924년 10월 25일에 헐 시티와의 풋볼 리그 디비전 2 경기에서 부상당한 노장 프레드 티트머스와 교체되어 들어가 신고식을 치렀다. 1년차에는 불과 7번의 리그 경기에 출장하는데 그쳤다. 그 후로, 그는 티트머스의 제자로 활약했지만, 10월에 주전 좌측 수비 자리를 가져갔고, 결국 티트머스는 1926년 2월에 구단을 떠나기에 이르렀다. 그는 이후 특출한 좌측 수비수로 도약하여 "가치를 뿜어내고 발놀림으로 공을 쓸어내 대기하는 측면 전방 선수에게 공을 건냈다"
1926년 2월, 그는 국가대표 시연회에 발탁되어 여름 캐나다 일주에 합류했다.
그는 2부 리그에서 계속 기량을 뽐내며 성자들 소속으로 1926-27 시즌에 리그와 스탬퍼드 브릿지에서 열린 FA컵 준결승 진출에 힘썼는데, 사우샘프턴은 여기에서 아스널에 1-2로 패했다. 이 시즌에 아서 채드윅이 본인에 맞는 11인을 선별하여 42번의 리그 경기 중 최소 35번에 출전시켰다. 키핑은 테드 휴와 함께 버트 셸리, 조지 해커스, 그리고 스탠 우드하우스의 3인 중앙 수비 뒤에 배치되었다.
그는 이어지는 1927-28 시즌 초반을 지병으로 빠졌지만, 후반에 주전으로 복귀해 성자들의 중위권 마무리에 일조했다. 그는 "프로 선수단" 일원으로 커뮤니티 실드 경기를 뛰었다. 그는 1931-32 시즌을 훌륭히 시작해 풋볼 리그 대표로 1931년 9월에 아일랜드 리그를 상대로 경기에 출전했다. 그 후, 그는 1월에 충수염으로 쓰러져 남은 기간을 출전하지 못했다.
1933년 2월, 사우샘프턴은 시급히 자금 마련이 필요했고, 키핑과 조니 아널드를 합계 £5,000원에 매각했고, 아서 틸퍼드는 임시로 성자들 일원이 되었다. 지미 매킨타이어 전 소튼 감독은 풀럼 감독으로 취임해 한껏 고무되어 "현실적으로 최고의 영입"라고 말했다. 현역 시절 더 델에서 활약하면서, 키핑은 총 281번의 경기에 출전해 12골을 넣었다.
홀리와 처크의 "소튼 입문서"에 따르면 키핑을 "고상함과 경이로움으로 당대 회자되며, 동료들을 즐겁게 한 당당한 남자"로 묘사했다.
1938년, 그는 경기 전용 조정사로 자체 전용기를 타고 경기를 치르러 갔다. 그는 또한 몇 대의 비행기를 차고에 두었다.

### 풀럼
키핑은 1933년 2월에 풀럼에 이적하여 1939년에 제2차 세계 대전이 터지기 전까지 활약했다. 그는 1941년까지 간간히 풀럼에서 활약하다가 밀퍼드의 가업에 복귀했다.

## 감독 경력
그는 1948년 2월부터 1950년까지 레알 마드리드 감독을 역임했는데, 당시 수페르코파 데 에스파냐의 전신인 코파 에바 두아르테를 우승했는데, 마드리드는 코파 델 헤네랄리시모 우승자 자격으로 라 리가를 우승한 발렌시아와 1948년 6월에 맞붙었다. 그의 첫 경기에서 마드리드는 셀타 비고에 4골을 헌남해 1-4로 패했는데, 이 불명예스러운 기록은 2018년 8월에 훌렌 로페테기가 아틀레티코 마드리드와의 UEFA 슈퍼컵 경기에서 2-4로 패하기 전까지 반복되지 않았다. 마드리드가 당시 거둔 리그 성적은 1949년의 3위와 1950년의 4위로, 그는 10월에 1950-51 시즌 8경기 만에 경질되었다. 그 전까지 마드리드는 레알 소시에다드, 바르셀로나, 그리고 데포르티보전 2-6, 2-7, 0-5 대패로 흔들렸다.
네덜란드 리그에서 행정일을 하던 키핑은 1959년 1월에 스탠 리커비의 후임으로 서던 풋볼 리그의 풀 타운 감독이 되었다.
1960년 9월과 1961년 1월 사이, 그는 사적인 이유로 잉글랜드에 복귀해 결혼했다. 그는 이후 네덜란드 2부 리그의 헤라클레스 알멜로 감독이 되었다.
그는 네덜란드, 프랑스, 그리고 북아프리카에서도 축구일을 했던 것으로 알려져 있다.